# Haima 6P
Der Haima 6P ist ein Sport Utility Vehicle mit Plug-in-Hybrid-Antrieb der chinesischen Marke Haima.

## Geschichte
Als Nachfolgemodell des Haima S5 debütierte der 6P auf dessen Plattform im September 2020. Der Marktstart auf dem chinesischen Heimatmarkt erfolgte gut ein halbes Jahr später im März 2021. Es waren zwei Ausstattungsvarianten verfügbar.

## Technische Daten
Der Plug-in-Hybrid-Antrieb kombiniert einen aufgeladenen 1,2-Liter-Ottomotor mit einem Permanentmagnet-Synchronmotor. Der Akku mit einem Energieinhalt von 17,7 kWh stammt von CATL. Die elektrische Reichweite wird mit 80 km angegeben.
|                                             | PHEV                             |
| Bauzeitraum                                 | 03/2021–12/2023                  |
| Motorkenndaten                              |                                  |
| Motortyp                                    | R3-Ottomotor + Elektromotor      |
| Motoraufladung                              | Turbolader                       |
| Hubraum                                     | 1196 cm³                         |
| max. Leistung bei min−1 Verbrennungsmotor   | 104 kW (141 PS) / 5500           |
| max. Leistung Elektromotor                  | 82 kW (111 PS)                   |
| max. Systemleistung                         | 186 kW (253 PS)                  |
| max. Drehmoment bei min−1 Verbrennungsmotor | 244 Nm / 1700–3600               |
| max. Drehmoment−1 Elektromotor              | k. A.                            |
| max. Systemdrehmoment                       | 524 Nm                           |
| Kraftübertragung                            |                                  |
| Antrieb                                     | Vorderradantrieb                 |
| Getriebe                                    | 7-Stufen-Doppelkupplungsgetriebe |
| Messwerte                                   |                                  |
| Höchstgeschwindigkeit                       | 165 km/h                         |
| Beschleunigung, 0–100 km/h                  | 7,0 s                            |
| Kraftstoffverbrauch auf 100 km (kombiniert) | 1,4 l Super                      |
| Tankinhalt                                  | 45 l                             |
| Energieinhalt Akku                          | 17,7 kWh                         |
| Elektrische Reichweite                      | 80 km                            |
| Abgasnorm                                   | China VI                         |